# Kantongerecht Hoorn
Het kantongerecht Hoorn was van 1838 tot 2002 een van de kantongerechten in Nederland. Van 1838 tot 1977 was het gevestigd in het Statenlogement aan de Roode Steen en tussen 1977 en de definitieve sluiting in 2014 in een voormalig woonhuis aan de Grote Oost 53. Na de afschaffing van het kantongerecht als zelfstandig gerecht bleef Hoorn zittingsplaats voor de sector kanton van de rechtbank Alkmaar, later de rechtbank Noord-Holland. Het gerecht was sinds 1932 gevestigd in een monumentaal gebouw aan de Grote Oost. Hoorn was een kantongerecht der 2de klasse. In 2014 is ook de zittingsplaats gesloten.